# Trachylepis casuarinae
Trachylepis casuarinae es una especie de escincomorfos de la familia Scincidae.

## Distribución geográfica
Es endémica de la isla Casuarina, en las islas Primeras, en el archipiélago de las Primeras y Segundas (Mozambique).